# Lucina (mitologia)
Na antiga religião romana, Lucina era um título ou epíteto dado à deusa Juno, e às vezes a Diana, em seus papéis como deusas do parto que salvaguardavam a vida das mulheres em trabalho de parto.
O título lucina (do latim lux, lucis, "luz") liga Juno e Diana à luz da Lua, cujos ciclos eram usados para rastrear a fertilidade feminina, bem como medir a duração de uma gravidez. Os sacerdotes de Juno a chamavam pelo epíteto Juno Covella na lua nova. O título pode alternativamente ter sido derivado de lucus ("bosque"), em homenagem a um bosque sagrado de árvores de lótus no Monte Esquilino associado a Juno, mais tarde o local de seu templo.
Juno Lucina foi a principal entre uma série de divindades que influenciaram ou guiaram todos os aspectos do nascimento e do desenvolvimento infantil, como Vagitano, que abriu a boca do recém-nascido para chorar, e Fabulino, que permitiu a primeira fala articulada da criança. O coletivo di nixi eram deusas do nascimento e tinham um altar no Campo de Marte.
O asteróide 146 Lucina e a espécie extinta de ostracode Luprisca incuba receberam o nome deste aspecto da deusa.